# Papež (priimek)
Papež je priimek več znanih Slovencev:
- Amadej Papež, pevec skupine Ice on Fire
- Franc Papež (1838—1929), pravnik in politik
- Franc Papež (1920—1982), oblikovalec stekla
- France Papež (1924—1996), pesnik, pisatelj, urednik in prevajalec
- Gašper Papež, resničnostni zvezdnik, novinar, TV voditelj
- Jože Papež (*1963), veterinar, župan Žužemberka
- Marijan Papež, direktor ZPIZ
- Milan Papež (1873—1948), zdravnik in fotograf
- Oton Papež (1867—1940), pravnik
- Sandi Papež (*1965), kolesar
- Stane Papež (1932—2022), rokometaš, športni delavec, inž.
- Viktor Papež (*1943), frančiškan, teolog in cerkveni pravnik v Rimu